# Бельск (Ровненская область)
Бельск (укр. Більськ) — село, входит в Блажовский сельский совет Рокитновского района Ровненской области Украины.
Население по переписи 2014 года составляло около 2000 человек. Почтовый индекс — 34230. Телефонный код — 3635. Код КОАТУУ — 5625081302.

## Местный совет
34230, Ровненская обл., Рокитновский р-н, с. Блажово, ул, Школьная, 11.